# جون كوكر (كرة سلة)
جون كوكر (بالإنجليزية: John Coker)‏ مواليد 28 أكتوبر 1971 في ريتشلاند، هو لاعب كرة سلة أمريكي. يلعب في الرابطة الوطنية لكرة السلة كلاعب وسط. يبلغ طوله 7 قدم 1 بوصة (2.2 م).

## المسيرة الاحترافية
لعب مع فينيكس صنز في موسم 1995–1996، ثم لعب مع نادي أورينسي لكرة السلة في الدوري الإسباني في سنة 1998، ثم لعب مع واشنطن ويزاردز في سنة 1999، ثم لعب مع غولدن ستايت ووريورز في موسم 2000–2001، ثم لعب مع فيولا ريدجو كالابريا في الدوري الإيطالي في سنة 2001.

## روابط خارجية
- جون كوكر على موقع إن بي أي (الإنجليزية)
- جون كوكر على موقع سبورتس رفرنس (الإنجليزية)
- جون كوكر على موقع الدوري الإسباني لكرة السلة (الإسبانية)
- جون كوكر على موقع كرة السلة الأوروبية.كوم (الإنجليزية)
- جون كوكر على موقع كلية كرة السلة في سبورتس رفرنس.كوم (الإنجليزية)
- جون كوكر على موقع ريلجم (الإنجليزية)
- جون كوكر على موقع بروبوليرز (الإنجليزية)
- جون كوكر على موقع سبورتس رفرنس (الإنجليزية)
- جون كوكر على موقع سبورتس رفرنس (الإنجليزية)